# Província de Sofala

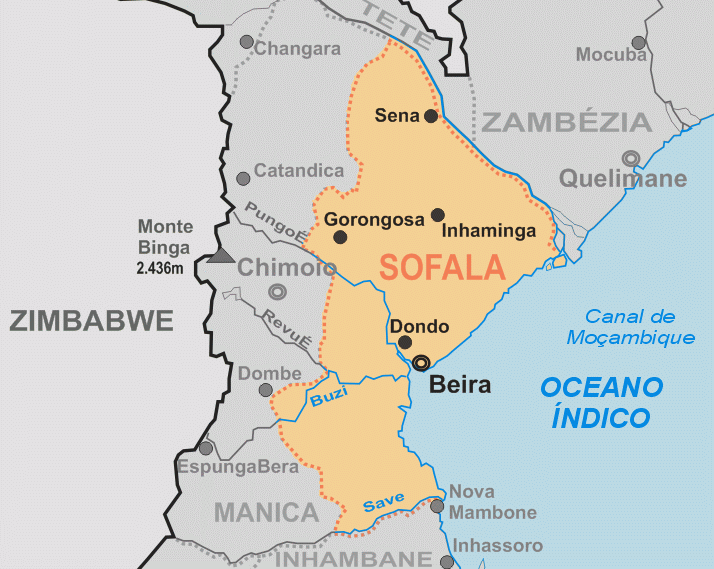
Mapa de la província

Sofala és una província de Moçambic situada a la part central costera del país. Té una població d'1.676.131 habitants (el 2006; eren 1,289,390 el 2001) i una superfície de 68,018 km². La capital és la ciutat de Beira. El seu nom deriva del riu Sofala i de l'antic port de Sofala, suposat port de l'imperi de Monomotapa.

## Demografia
| 1980    | 1997      | 2007      |
| 990.732 | 1.289.390 | 1.642.920 |

## Divisió administrativa
Està dividida en dotze districtes i cinc municipis:
- Districte de Búzi
- Districte de Caia
- Districte de Chemba
- Districte de Cheringoma
- Districte de Chibabava
- Districte de Dondo
- Districte de Gorongosa
- Districte de Marromeu
- Districte de Machanga
- Districte de Maringué
- Districte de Muanza
- Districte de Nhamatanda
- Beira (cidade)
- Dondo (cidade)
- Gorongosa (vila)
- Marromeu (vila)
- Nhamatanda (vila)

## Història
El territori de Sofala fou part de la concessió de la Companyia de Moçambic, segons privilegi reial de 1891 efectiu el 1892. La companyia va administrar el districte entre 1892 i 1942, i tenia la seva residència a la ciutat de Beira; va entregar el control al govern de l'estat portuguès el 18 de juliol de 1942 que va crear el districte de Beira (amb les modernes províncies de Manica i Sofala, mentre els territoris al sud del riu Save eren inclosos als districtes de Gaza i Inhambane). El 1947 el districte de Beira fou rebatejat com a Manica i Sofala i va restar unit fins al 5 d'agost de 1970 quan es va dividir en els districtes de Vila Pery i Sofala. Amb la independència del país el 25 de juny de 1975, es va convertir en una de les seves províncies.

## Governadors
La província és dirigida per un governador provincial nomenat pel President de la República.
- (1974-1975) Alberto Cangela de Mendonça[3][4][5]
- (1975-1978) Tomé Eduardo[4][5]
- (1978-1980) Fernando Matavele[4][5]
- (1980-1982) Mariano de Araújo Matsinhe (Ministro Residente)[4]
- (1982-1983) Armando Emílio Guebuza (Ministro Residente)[4]
- (1983-1986) Marcelino dos Santos (Dirigente)[3][4]
- (1986-1995) Francisco de Assis Masquil[3][4][5]
- (1995-2000) Felisberto Paulino Tomás[3][4][5]
- (2000-2005) Felício Pedro Zacarias[4][5]
- (2005-2010) Alberto Clementino Vaquina[3][4][5][6]
- (2010-2010) Maurício Vieira Jacob[4][7]
- (2010-2012) Carvalho Muária[4][3]
- (2012-2015) Félix Paulo[8]
- (2015-) Maria Helena Taipo[9]